# ミージア
ミージア（ポルトガル語: Mísia, 1955年6月18日 - 2024年7月27日）は、ポルトガルの音楽であるファドの歌手。本名はスザーナ・マリア・アルフォンソ・デ・アギアール（Susana Maria Alfonso de Aguiar）。 

## 来歴
1952年、ポルトガル北部の港町ポルトに生まれたが、1974年、カーネーション革命によって独裁政権だったカエターノ政権崩壊と共にスペインへ移住する。以来、スペインを中心として活動し、この地でファドを歌うようになった。
ポルトガルでは独裁政権下で擁護されていたファドはその崩壊後下火となっていたが、革命後20年を経てEU参加と共に自国文化を顧みる動きが活発化して見直されるようになった。ちょうどミージアがポルトガルに帰国したのはこの頃で、ポストアマリア・ロドリゲスのファディスタとして活躍し始める事となった。1991年にデビューアルバム『Mísia（ミージア）』を発表。その後も数々のアルバムを発表する。
2005年には最新アルバム『Drama Box』を発表している。
2024年7月27日、数年に亘る癌との闘病の末に亡くなったことが友人のSNSにて明かされた。69歳没。

## ディスコグラフィ
- 『Mísia』（ミージア）（1991年）
- 『Fado』（ファド）（1993年）
- 『Tanto menos tanto mais』（ファドの女）（1995年）
- 『Garras dos sentidos』（リスボンセンチメンタル）（1998年）
- 『Paixos diagonais』（それぞれの情熱）（1999年）
- 『Ritual』（リチュアル）（2001年）
- 『Canto』（歌）（2003年）
- 『Drama Box』（2005年）
- 『Ruas』（2009年）